# Lerista varia
Lerista varia este o specie de șopârle din genul Lerista, familia Scincidae, descrisă de Storr 1986. Conform Catalogue of Life specia Lerista varia nu are subspecii cunoscute.